# Кекертарсуатсіаат
63°05′20″ пн. ш. 50°40′40″ зх. д. / 63.088888888889° пн. ш. 50.677777777778° зх. д.
Кекертарсуатсіаат, також відоме під данською назвою Фіскернес (або Фіскенсет), — поселення в муніципалітеті Сермерсоок на південному заході Гренландії, розташоване на острові біля берегів Лабрадорського моря. Його населення у 2020 році становило 169 осіб.

## Історія
Кікертарсоціатсіак або Кекертарсуатсіаат довгий час була місцевою назвою острова (Калааллісут: «Досить великі острови»). Вперше його заселили данці під назвою Фіскернес у 1754 році. Назва часто англізувалася як Затока Фішера.
Торговий пост був заснований купцем Андерсом Ольсеном від імені Данської генеральної торгової компанії, якій було надано королівську монополію на торгівлю в Гренландії, але лише в межах та навколо своїх поселень. Як і більшість гренландських торгових постів, це було місце, де данці обмінювали імпортні товари на тюленячі шкури, тюленячий та китовий жир, зібраний Калааллітом у цьому районі. Незвично, але поселення стало раннім центром гренландського рибальства лосося[потрібне посилання] та тріски , і тут було так само часто бачити великий «жіночий човен» або уміак, як і менші мисливські каяки.